# امیل پاژیسکی
امیل پاژیسکی (چکی: Emil Pažický؛ ۱۴ اکتبر ۱۹۲۷ – ۲۱ نوامبر ۲۰۰۳) یک بازیکن فوتبال اهل چکسلواکی بود.

## باشگاهی
از باشگاه‌هایی که در آن بازی کرده‌است می‌توان به باشگاه فوتبال ژیلینا، باشگاه فوتبال دوکلا پراگ، باشگاه فوتبال اسلوان براتیسلاوا اشاره کرد. 

## تیم ملی
وی سابقه ۱۸ بازی در تیم ملی فوتبال چکسلواکی را دارد.